# Dan (langue)
Cet article concerne la langue dan. Pour le peuple dan, voir Dan (peuple).
Pour les articles homonymes, voir Dan et Gio.
Le dan , aussi appelé gio au Liberia et yacouba en Côte d’Ivoire, est un continuum linguistique de la branche sud-est des langues mandées et est parlé en Côte d’Ivoire, notamment par les Yacoubas, et au Liberia, mais aussi en Guinée. Le dan est une langue tonale. Les langues mandées les plus proches sont le mano, le goo et le tura. La langue est appelée dàn en dan de l’Est (avec l’orthographe de 2014), ꞊daanwo en dan de l’Ouest en Côte d’Ivoire et daã̀ en gio au Liberia.

## Classification
Dans les années 1960, les linguistes Eva FLIK et Magrit Bolli ont mené une étude visant à identifier l’interintelligibilité entre les différents dialectes. Au total, 40 dialectes sont regroupés en trois groupes en Côte d’Ivoire :
- dan de l’Ouest ou yacouba de l’Ouest : wȁȁ, ka᷆, blo᷆, ɗóô, yízūʌ̂ , glúʌ̂ , wı̰̄ʌ̰̂, và̰ı̰́, lɔ̀ɔ̂ , wàɔsɛ̂ ;
- dan de l’Est ou yacouba de l’Est : gwɛ̋ɛ̏tàà, béȅ, bɛ̄ɛ̄, gáŋ́bȁ, gà̰à̰, gbápʌ̏, gla̰̋, gwā̰ā̰ŋ̄, gblʌ̀ʌ̀, kāȁ, tɛ̀ɛ̀, sá̰ȁ̰, slʌ́ŋ̏, só̰ȍ̰, yíȉ, yɛ́ȁ, yɔ̰́ɔ̰̏ ;
- dan du Nord ou kla-dan : klàa̋ – considéré comme une langue à part.

Le blőŋ̏ est un dialecte entre le dan de l’Est et le dan de l’Ouest.
Au Liberia les dialectes gio sont : saan, nikwea, gbeh, tappita, beo.

## Écriture
Le dan est écrit avec l’alphabet latin. Trois orthographes principales sont utilisées : une pour le gio au Liberia, basé sur le dialecte saan, et deux en Côte d’Ivoire pour le dan de l’Est basée sur le dialecte blo et pour le dan de l’Ouest basée sur le dialecte gweta. Il n’y a pas d’orthographe standardisée pour le dan du nord.
Des ouvrages de littérature religieuse chrétienne, dont la traduction du Nouveau Testament et une traduction en cours de l’Ancien Testament, ainsi que des textes folkloriques et au moins un ouvrage artistique ont été publiés en dan de l’Est ou dan de l’Ouest en Côte d’Ivoire.
Le journal ˗Pamɛbhamɛ est publié de manière irrégulière depuis 2005 avec deux éditions, l’une en dan de l’Est et l’autre en dan de l’Ouest.
Au Liberia, une traduction du Nouveau Testament a été publiée en 1981 et une expérimentation de l’enseignement primaire en gio a repris en 2003 après la guerre civile.

### Dan de l’Est
L’orthographe du dan de l’Est est conçu dans les années 1970, peu après que l’orthographe du dan de l’Ouest ait été conçu en 1974, tous deux font usage de la ponctuation pour indiquer les tons ainsi que de lettres diacritées ‹ è, ô › pour les voyelles /ɛ/ et /ɔ/, ou de digrammes ‹ bh, dh › pour les consonnes implosives /ɓ/ et /ɗ/.

#### Orthographe de 1982
En 1982, conformément à l’Orthographe pratique des langues ivoiriennes, l’orthographe dan de l’Est est réformée pour inclure de nouvelles lettres dont notamment celles représentant des allophones dans le dialecte de Gueta et des phonèmes distincts dans d’autres dialectes.
| a | aɔ | b | bh | d | dh | e | ë | ɛ | ɛa | f | g | gb | gw | h | i | ɩ | k | kp | kw | l | m | n | o | ö | ɔ | p | r | s | t | u | ü | ʋ | ʋ̈ | v | w | y | z |

Les lettres modificatives ˗, ꞊, ʼ et ˮ sont utilisées pour indiquer les tons (extra-bas, bas, haut, extra-haut).

#### Orthographe de 2014
En 2014, après une discussion avec Emmanuel Zeh, le directeur du programme d’alphabétisation en dan de l’Est, une nouvelle orthographe est conçue par Valentin Vydrin et approuvée par Zeh et cinq autres spécialistes d’alphabétisation dan. Cette orthographe est basée sur l’alphabet phonétique international, empruntant à la fois les lettres et les diacritiques indiquant les tons.
| a | æ | ʌ | b | d | e | ɛ | f | i | g | h | k | l | n | ŋ | o | ɔ | ɤ | œ | p | s | t | u | ɯ | v | w | y | z |

Les tons sont indiqués à l’aide des signes diacritiques suivants, sur les voyelles ou consonnes nasales :
- ton extra-haut : a̋ ;
- ton haut : á ;
- ton moyen : ā ;
- ton bas : à ;
- ton extra-bas : ȁ ;
- ton haut-tombant : â ;
- ton extra-bas suspendu : aʼ.

Les digrammes ‹ bh, dh, gb gw, kp, kw › gardent les mêmes valeurs que dans l’orthographe de 1982, et les voyelles nasales sont aussi indiquées en apposant la lettre n après la lettre de la voyelle ‹ an, æn, ʌn, ɛn, in, ɔn, œn, un ›.

### Dan de l’Ouest
| a | aɔ | b | bh | d | dh | e | ë | ɛ | ɛa | f | g | gb | gw | i | k | kp | kw | l | m | n | ng | o | ö | ɔ | p | r | s | t | u | ü | v | w | y | z |

Les lettres modificatives ˗, ꞊ et ʼ sont utilisées pour indiquer les tons.

### Gio
| a | b | ɓ | d | ɗ | e | f | g | h | i | j | k | l | m | n | o | ɔ | ə | ɵ | p | r | s | t | u | ɥ | v | w | x | y | z |

La nasalisation est indiquée avec le tilde et les tons sont indiqués avec des signes diacritiques dont l’accent aigu pour le ton haut, l’accent grave pour le ton bas et le ton moyen est indiqué sans signe diacritique, le ton descendant haut-bas comme dans certaines formes grammaticales est indiqué avec l’accent circonflexe. Par exemple dans la traduction de la Bible en gio, Aaɓi Kwì publiée par la Bible Society of Liberia en 2016.

## Prononciation

### Voyelles
|            | Antérieur | Postérieur (non arrondi et arrondi) | Postérieur (non arrondi et arrondi) |
| ---------- | --------- | ----------------------------------- | ----------------------------------- |
| Fermé      | i         | ɯ                                   | u                                   |
| Mi-fermé   | e         | ɤ                                   | o                                   |
| Mi-ouvert  | ɛ         | ʌ                                   | ɔ                                   |
| Pré-ouvert | æ         |                                     |                                     |
| Ouvert     | a         |                                     | ɒ                                   |

|           | Antérieur | Central | Postérieur |
| --------- | --------- | ------- | ---------- |
| Fermé     | i         | ʉ       | u          |
| Mi-fermé  | e         | ɵ       | o          |
| Mi-ouvert | ɛ         | ə       | ɔ          |
| Ouvert    |           | a       |            |

|            | Labiales | Labiales | Alvéolaires | Alvéolaires | Vélaires | Vélaires | Labio- vélaires | Labio- vélaires |
| ---------- | -------- | -------- | ----------- | ----------- | -------- | -------- | --------------- | --------------- |
| Occlusives | p        | b        | t           | d           | k        | ɡ        | kp              | ɡb              |
| Implosives |          | ɓ        |             | ɗ ‹ l ›     |          |          |                 |                 |
| Fricatives | f        | v        |             |             |          |          |                 |                 |
| Spirantes  |          | w        |             | j ‹ y ›     |          | ɣ ‹ x ›  |                 |                 |
| Nasales    |          | m        |             | n           |          | ŋ        |                 |                 |